# Östergötlands runinskrifter 197
Runinskrift Ög 197 är en vikingatida runsten som nu står på kyrkogården vid  Sörbys gamla kyrkoruin i Mjölby socken och Mjölby kommun, Östergötland.

## Stenen
Stenen har tidigare legat inkapslad i östra kyrkogårdsmuren innan den plockades loss och restes på sin nuvarande plats. Materialet är rödaktig granit och den är ristad med normalrunor som löper i en slinga med sluten form, det vill säga att den går ett helt varv runt och saknar ändslut. Runtexten läses från höger till vänster och även runorna är spegelvända i jämförelse med hur de vanligtvis brukar se ut i vikingatida runinskrifter. Som skiljetecken mellan orden användes diagonala kryss. På västra sidan är stenen stadgad med järnstöttor. Den translittererade och översatta inskriften lyder enligt nedan:

## Inskriften

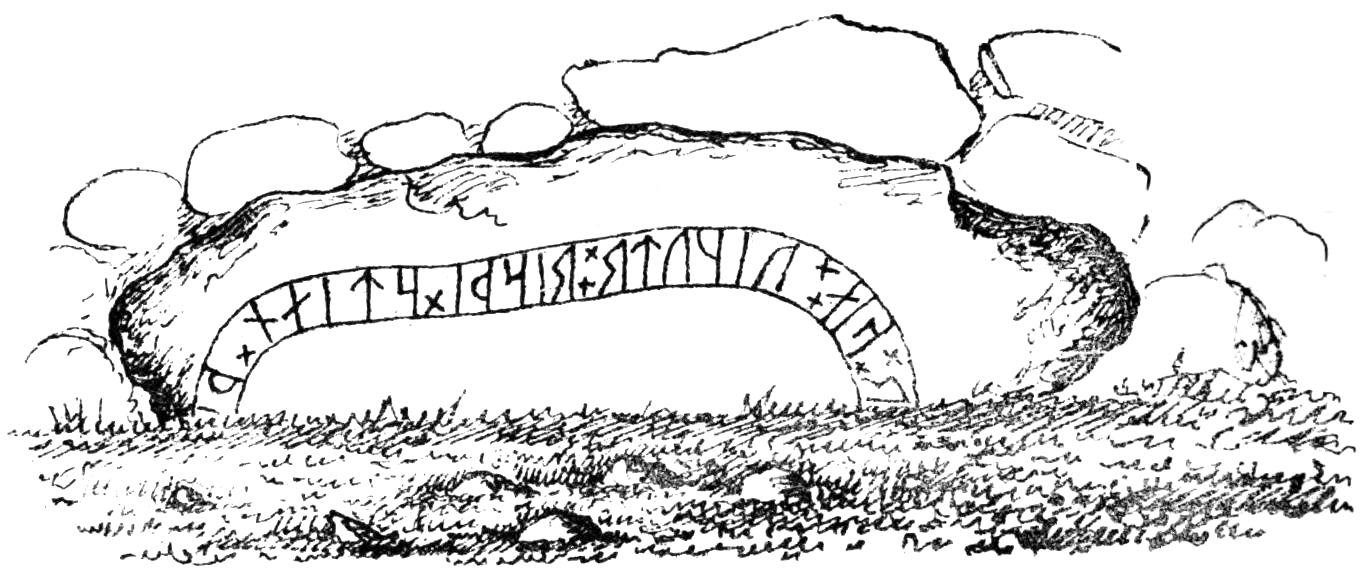
En 1800-talsteckning av runstenen när den låg inmurad i kyrkogårdsmuren.

Translitterering av runraden:
¤ uikutr ¤ risþi ¤ stina ¤ þisi ¤ ift(i)(ʀ) ¤ [þu]rkut × bruþur ¤ sin
Normalisering till runsvenska:
Vigautr ræisþi stæina þessi æftiʀ Þorgaut, broður sinn.
Översättning till nusvenska:
Vigot reste dessa stenar efter Torgot, sin broder.